# Holografía dinámica
Vertiente de la holografía en la que la grabación, el desarrollo y la reconstrucción se producen de forma secuencial, obteniendo como resultado un holograma permanente.
Para su obtención, la cantidad de información procesada puede ser muy alta (terabites), debido a que la operación se realiza en paralelo generando una imagen completa, lo cual compensa el hecho de que el tiempo de grabación, que puede ser de un microsegundo, es todavía muy largo en comparación con el tiempo de procesamiento de un ordenador electrónico.
El procesamiento óptico realizado por un holograma dinámico también es mucho menos flexible que el procesamiento electrónico.
Algunos ejemplos de aplicaciones de este tipo de hologramas en tiempo real incluyen computación óptica, procesamiento de imágenes, memorias caché de óptica y espejos de fase conjugada.
Asimismo, la búsqueda de materiales ópticos no lineales que sean novedosos para la holografía dinámica es en la actualidad un área activa de investigación. Los materiales más comunes son cristales fotorrefractivos, aunque ya se han generado hologramas dinámicos mediante el empleo de vapores y gases atómicos, plasmas e incluso líquidos.
Una aplicación particularmente prometedora es la conjugación de fase óptica, la cual permite eliminar las distorsiones producidas en el frente de onda de un haz de luz cuando éste pasa a través de un medio que provoque dicha distorsión, lo cual es sumamente útil para la proyección en espacios libres de comunicación óptica compensando así la turbulencia atmosférica.